# Сливкин, Александр Сергеевич
Александр Сергеевич Сливкин (28 августа 1929 — 11 марта 2003) — передовик советского сельского хозяйства, бригадир колхоза имени XXII партсъезда Зырянского района Томской области, Герой Социалистического Труда (1967).

## Биография
Родился в 1929 году в селе Богословка Зырянского района (на территории современной Томской области) в крестьянской русской семье. Окончил неполную школу, трудиться стал в годы Великой Отечественной войны. Работал на лесозаготовках. В 1945 году окончил курсы механизаторов и стал трудиться на тракторе.
С 1953 года работал бригадиром тракторной бригады в колхозе имени XXII партсъезда Зырянского района. Добивался высоких показателей в работе. В 1966 году его бригада получила урожай зерновых по 30 центнеров с гектара.  
Указом Президиума Верховного Совета СССР от 19 апреля 1967 года за достижение высоких показателей в производстве продукции сельского хозяйства Александру Сергеевичу Сливкину присвоено звание Героя Социалистического Труда с вручением ордена Ленина и медали «Серп и Молот».
Избирался депутатом Богословского сельского совета депутатов. До выхода на заслуженный отдых трудился начальником машинного двора.  
Проживал в родном селе. Умер 11 марта 2003 года. Похоронен на сельском кладбище. 

## Награды
За трудовые успехи удостоен:
- золотая звезда «Серп и Молот» (19.04.1967)
- орден Ленина (19.04.1967)
- Медаль «За трудовую доблесть» (16.05.1950)
- другие медали.